# D1010 (Gironde)
De D1010 is een departementale weg in het Zuid-Franse departement Gironde. De weg bestaat uit twee delen. Het eerste deel loopt van de N10 bij Saint-André-de-Cubzac naar Ambarès-et-Lagrave. Het tweede deel loopt van Bordeaux naar Belin-Béliet.

## Geschiedenis
Oorspronkelijk was de D1010 onderdeel van twee nationale wegen: de N10 ten noorden van Bordeaux en de N132 ten zuiden van die stad. In 1949 werden beide delen samengevoegd tot de N10. In 2006 werd dit deel van de N10 overgedragen aan het departement Gironde, omdat de weg geen belang meer had voor het doorgaande verkeer vanwege de parallelle autosnelwegen A10 en A63. De weg is toen omgenummerd tot D1010.